# Han Peng
Han Peng (韓鵬T, 韩鹏S, Hán PéngP; Linyi, 13 settembre 1983) è un ex calciatore cinese, di ruolo attaccante.

## Palmarès

### Club

#### Competizioni nazionali
- Campionato cinese: 3

Shandong Luneng: 2006, 2008, 2010
- Coppa della Cina: 4

Shandong Luneng: 2004, 2006, 2014, 2020
- Coppa di Lega della Cina: 1

Shandong Luneng: 2004